# 广东药科大学
广东药科大学，簡稱廣藥，是位于中华人民共和国广东省广州市的一所全日制公办省属医学类高等院校。

## 校区
- 广州校区
  - 大学城校园（主校区）：位于广州市番禺区小谷围街道大学城外环东路280号，占地面积700余亩。
  - 赤岗校园：位于广州市海珠区赤岗街道江海大道中，占地面积80余亩，是以医学教育为主的校区。
  - 宝岗校园：位于广州市海珠区海幢街道宝岗光汉直街40号，是学校承担成人学历教育和教育培训的校区。
- 中山校区：位于广东省中山市五桂山街道长命水大道，是学校培养医药相关专业人才的校区。
- 云浮校区：位于广东省云浮市云安区云浮新区文华路368号，占地2300亩，是学校培养中医药相关专业人才的校区。

## 历史沿革
1958年，成立广东省卫生干部进修学院；1978年，更名为广东医药学院；1994年更名为广东药学院；2004年建立广东药学院中山校区。2016年经中华人民共和国教育部批准，正式更名为广东药科大学。2016年3月28日，新校名正式挂牌。

## 附属医院
- 广东药科大学附属第一医院：原“广州铁路中心医院”，成立于1950年10月12日，是一家公立三级甲等综合医院，设有农林、共和等2个院区。其中，农林院区位于广州市越秀区农林街道农林下路19号；共和院区位于广州市越秀区梅花村街道共和西橫街1号。
- 广东药科大学附属第二医院（云浮市中医院）：成立于1984年，是一家公立三级甲等中医医院，位于云浮市云城区建设北路100号。
- 广东药科大学附属第三医院[4]（广州新市医院、广东药科大学广州复星禅诚医院）：成立于2003年10月，是一家民营三级未定等综合医院，位于广州市白云区新市街道新市新街79号之一、之二。目前，该院由上海复星医药（集团）股份有限公司负责管理。
- 广东药科大学附属佛山医院[5]（佛山市第二人民医院、南方医科大学附属佛山医院[6]）：成立于1922年，是一家公立三级甲等综合医院，设有卫国路、绿岛湖等2个院区。其中，卫国路院区位于佛山市禅城区祖庙街道卫国路78号；绿岛湖院区位于佛山市禅城区南庄镇禅港东路9号。
- 广东药科大学中西医结合医院[7]（中山陈星海中西医结合医院、中山市陈星海医院、广东医科大学附属中山医院）：成立于1958年，是一家公立三级甲等中西医结合医院，位于中山市小榄镇竹源公路18号。